# René Mourlon
René Mourion (Francia, 12 de mayo de 1893-19 de octubre de 1977) fue un atleta francés, especialista en la prueba de 4 × 100 m en la que llegó a ser subcampeón olímpico en 1920.

## Carrera deportiva
En los JJ. OO. de Amberes 1920 ganó la medalla de plata en los relevos 4 x 100 metros, con un tiempo de 42.5 segundos, llegando a meta tras Estados Unidos que batió el récord del mundo con 42.2 s, y por delante de Suecia (bronce), siendo sus compañeros de equipo René Tirard, René Lorain y Émile Ali-Khan.